# Eugene Roche
 Eugene Roche, né le 22 septembre 1928 à Boston, (Massachusetts, États-Unis), et mort le 28 juin 2004 à Encino, (Californie, États-Unis), est un acteur américain, qui, au cours de sa carrière, présente la particularité d'avoir donné la réplique de nombreuses fois à l'acteur oscarisé Ernest Borgnine.

## Biographie
Fils de Mary (née Finnegan) et Robert Roche, il est né et a grandi à Boston au Massachusetts. Il a travaillé pour la marine américaine. 
Il épouse Marjory Perkins en 1953, le couple a eu neuf enfants, dont l'acteur Eamonn Roche et l'écrivain et producteur Emmy Sean Roche. Ils ont divorcé en 1981. Eugene Roche s'est remarié en 1982 et est resté marié à sa deuxième femme, Anntoni Roche (née Bratman) jusqu'à sa mort en 2004.

## Filmographie
- 1970 : Le Casse de l'oncle Tom (Cotton Comes to Harlem) : Anderson
- 1972 : Crawlspace : shériff Emil Birge
- 1972 : Abattoir 5 (Slaughterhouse-Five) : Edgar Derby
- 1974 : W : Charles Jasper
- 1974 : Newman's Law : Reardon
- 1975 : Mr. Ricco
- 1975 : Kojak : détective 'Sandy' Beach ("Out of the Frying Pan")
- 1975 : Kojak : Seymour Haywood ("Acts of Desperate Men")
- 1976 : Les Rues de San Francisco (The Streets Of San Francisco) : Charlie Springer
- 1976-1978 : All in the Family : Pinky Petersen
- 1977 : Le chat connaît l'assassin (The Late Show) : Ronnie Birdwell
- 1977 : Voyage dans l'inconnu (Tales of the Unexpected) : Langston ("The Nomads")
- 1977-1981 : Soap : E. Ronald Mallu, Esq.
- 1978 : Le Fantôme du vol 401 (The Ghost of Flight 401) : Andrews
- 1978 : Corvette Summer : Ed McGrath
- 1978 : The New Maverick (en) d'Hy Averback : Austin Crupper
- 1978 : Drôle d'embrouille (Foul Play) : archevêque Thorncrest
- 1980 : Vol et mariage, un cas de conscience (Rape and Marriage: The Rideout Case) : Gary Gortmaker
- 1980 : Good Time Harry : Jimmy Hughes
- 1981 : Miracle on Ice (Téléfilm) : Don Craig
- 1983 - 1988 : Magnum (Magnum, P.I.) : Luther Gillis ("Luther Gillis: File #521")
- 1984 : Oh, God! You Devil! : Charlie Gray
- 1984 : Pigs vs. Freaks : Chef Frank Brockmeyer
- 1984 : Supercopter (Airwolf) : Episode pilote Sénateur William Dietz, Saison 2 Episode "Lumières dans le désert" Eddie (Firestorm)
- 1984–1986 : Webster : Bill Parker
- 1984–1988 : Tribunal de nuit (Night Court) : Jack Sullivan
- 1985 : Le Juge et le Pilote (Hardcastle and McCormick) : Joseph Allen Murphy (s03 e04)
- 1986 : Les Routes du Paradis (Highway To Heaven) : Saison 3 Episode "Guerre ou Paix"
- 1987 : Take Five : Max Davis
- 1987–1988 : Larry et Balki (Perfect Strangers) : Harry Burns
- 1990 : Lenny : Pat
- 1991 : The Last Halloween
- 1992 : Julie : as Wooley
- 1994 : Pour l'amour d'une femme (When a Man Loves a Woman) : Walter
- 1994 : Roswell, le mystère (Roswell) (Téléfilm) : James Forrestal
- 1994 : Mortel Rendez-vous (A Friend to Die For) : le prêtre
- 1996 : Ultime Décision (Executive Decision) : Amiral Lewis
- 1997 : Chérie, j'ai rétréci les gosses (Honey, I Shrunk the Kids)
- 2002 : Souvenirs d'amour (Dancing at the Harvest Moon) : Gil Finnigan